# Еврейская община Санкт-Петербурга
Еврейский общинный центр Санкт-Петербурга — это организация, занимающаяся изучением, развитием и распространением еврейской культуры. Еврейский общинный центр расположен в центре города по адресу ул. Рубинштейна, 3

## История

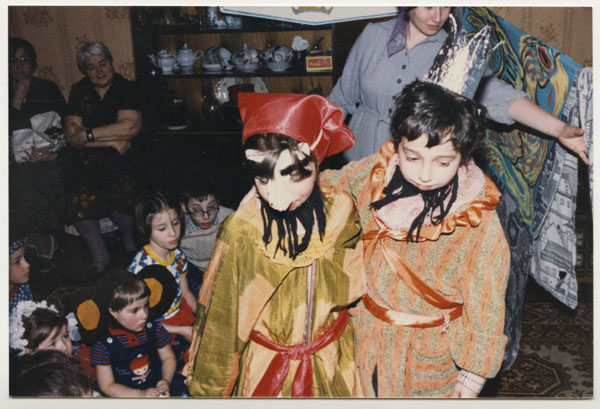
Празднование пурима в Ленинграде, 1984 год

Присутствие евреев в Санкт-Петербурге в XVIII веке было минимальным. Известно, что некоторые сподвижники Петра I были еврейского происхождения, но крещёнными. Например это был Антон Мануилович Девиер и первый генерал-полицмейстер. Он имел еврейско-португальские корни или дипломат Пётр Павлович Шафиров. Формированию еврейской общины препятствовали императрицы Анна Иоановна и Елизавета Петровна. Елизавета запретила посещать города всем евреям, принявшие христианство евреи по прежнему подвергались дискриминации. Нравы начали смягчаться при Екатерине II, тогда в городе среди высших классов росло присутствие принявших христианство евреев, например учёный Карл Иванович Габлиц, а среди остального населения начали появляться евреи-иудеи, в частности начали появляться ремесленники-евреи. Нота Хаимович Ноткин был известен тем, что активно отстаивал права и интересы еврейской общины и в 1802 году добился того, чтобы евреям выделили участок для захоронения в лютеранской части нынешнего Волковского кладбища. Другой известный еврейский общественный деятель и соратник Ноткина — Абрам Израилевич Перетц. Ударом по общественному положению еврейской общины стал репрессивный указ о «Положении Евреев» 1804 года. Некоторые еврейские деятели, в том числе Перетц под давлением принимали христианскую веру. Сын Перетца — Григорий Абрамович участвовал в декабристском движении, а его потомки выступали видными общественными деятелями, поддерживавшими еврейскую общину и выступавшими за права евреев.
Во времена Александра I, в 1825 году в Петербурге постоянно проживало примерно 400 евреев. Вошедший на престол Николай I изгнал почти всех евреев из города, однако некоторые евреи-специалисты в разных областях оставались в городе, заручившись тайной поддержкой влиятельных лиц. В богатых домах могли устраиваться тайные миньяны. Первые официальные молельни существовали на флоте и полиции среди отбывавших службу евреев. Поскольку в России тогда существовала черта оседлости, залогом пребывания евреев в Петербурге был переход их в православие. Либерализм Александра II привёл к резкому росту еврейского населения. Он позволил селиться евреям в городе если они: были членами 1 купеческой гильдии, имели высшее образование, были ремесленниками по многим специальностям или отслужившими полный срок солдатами. По данным переписей по вероисповеданию и языку на 1869 год в Санкт-Петербурге проживало 6624 еврея и 6745 носителей еврейского языка, в 1881 г. — 14 249 евреев и 16 826 носителей еврейского языка, а в 1890 году — 15 331 еврей и 10 353 носителя еврейского языка, не превышая за этот период 1,64 % населения города. Многие из общины были людьми с высшим образованием.
В 1863 году в городе появился первый раввин. В 1893 году была открыта Большая хоральная синагога. Согласно данным на 1900 год в Санкт-Петербурге насчитывалось 19 279 евреев.
Февральская революция привела к наплыву евреев в Санкт-Петербург, и к 20-м годам их насчитывалось уже 100 тыс. человек, а к началу блокады — 180 тыс. человек. По данным переписи 2002 года в Санкт-Петербурге проживало 35 тыс. евреев. По мнению большинства экспертов, эта цифра занижена (в силу недостатков проведения переписи), и реальная численность еврейского населения города значительно выше.

## Раввины города
- 1863—1875: Авраам Исаакович Нейман
- 1876—1907: Авраам Нотович Драбкин
- 1908—1930: Давид-Тевель Герцелевич Каценеленбоген
- 1909—1918: Моисей Гиршевич Айзенштадт (казённый раввин)
- 1934—1936: Мендель Аронович Глускин
- 1943—1973: Абрам Рувимович Лубанов
- 1980—1997: Ефим Завельевич Левитис
- C 1997 года: Менахем-Мендл Певзнер

## Численность в городе Санкт-Петербурге
Динамика численности еврейского населения в городе Санкт-Петербурге
| 1926   | 1939    | 1959    | 1970    | 1979    | 1989    | 2002   |
| ------ | ------- | ------- | ------- | ------- | ------- | ------ |
| 84 480 | 201 542 | 168 641 | 162 500 | 142 730 | 106 142 | 36 570 |

Динамика численности других еврейских этносов в Санкт-Петербурге
| Народ                 | 1926 | 1970 | 1979 | 1989 | 2002 |
| --------------------- | ---- | ---- | ---- | ---- | ---- |
| Горские евреи         | 4    | 15   | 47   | 209  | 42   |
| Грузинские евреи      | 13   | 9    | 1    | 23   | 6    |
| Среднеазиатские евреи | —    | 1    | 1    | 95   | 10   |

## Общество
Действуют
- Синагога «В Приморском», Комендантский проспект, д. 4, ТК СтройДом, вход 9
- Синагога «На Васильевском», 5 линия В. О., д. 32
- Синагога «На Каменноостровском», Каменноостровский пр., д. 63
- Синагога «На Московском», Пл. Чернышевского, д. 11, гостиница «Россия»
- Синагога «Бейт-Менахем», Новолитовская ул., д. 7а
- Синагога «Охель Моше»[18].

## Известные Евреи
Санкт-Петербург был домом для многих выдающихся представителей еврейской общины. Среди них был известный врач и общественный деятель Александр Гинцбург, историк Шимон Дубнов, а также писатель Лев Лурье, чьи труды оставили значительный след в российской истории и культуре..